# 金星6號
金星6號藉由閃電號運載火箭到達金星，主要研究金星大氣。與金星4號號相似，但功能更強大，當金星6號與金星大氣層接觸時，釋放了金星膠囊，重達405公斤，降落傘使金星膠囊緩緩降落，回傳51分鐘科學數據後停止運作，除此之外，金星6號還攜帶了紀念獎章以及一個蘇聯的浮雕。